# Áldozat (regény)
Az Áldozat (eredeti címén Bec) Darren Shan ifjúsági horrorregénye, a Démonvilág-sorozat negyedik kötete. Cselekménye nem kapcsolódik az előző hároméhoz, mivel az 5. századi Írországban játszódik, még pogány közegben, de egyes utalásokban már felbukkan benne Szent Patrik és az általa terjesztett kereszténység is.

## Történet
|  | Alább a cselekmény részletei következnek! |

Bec egy klánban él, ahol Banba, a helyi papnő veszi magához és neveli fel, bár meglehetősen kis érzéke van a mágiához. A klánt és a környező területeket esténként démonok támadják meg. Egyik nap egy furcsa fiú érkezik a klánhoz, aki csak pár szót tud mondani, és folyton azt hajtogatja "Gyorsan fut!" Mivel a nevét nem tudják meg, elnevezik "Gyorsanfut"-nak. Bec egy kis csapattal elmegy vele a falujába, hátha segítségre van szükségük. Látszólag üres falujában találkoznak Drusttel, a druidával, aki sokat tud a démonokról és az a célja, hogy bezárja a kaput, amin a szörnyetegek bejöttek ebbe a világba. A csapat, bár vonakodva, de vele tart. Drusttól megtudják, hogy Gyorsanfut igazi neve Bran.
Míg elérnek a kapuig, ami egy barlangban van, sok szenvedésen mennek keresztül. Találkoznak Vész herceggel, a démonmesterrel, és több társuk is életét veszti. A történet végén kiderül, hogy Drust célja az volt, hogy Becet áldozza fel a kapu bezárásához a varázsereje miatt. Az átjárót végül Drust feláldozásával sikerül bezárni, de Bec és Bran kivételével addigra mindenki meghal a csapatból. Úgy tűnik, még van remény, hogy kijussanak a barlangból, de Vész herceg nem engedi. Bran még kijut, de Bec bennragad a démonmester csatlósaival…
|  | Itt a vége a cselekmény részletezésének! |

## Magyarul
- Áldozat; ford. Bárány Ferenc; Móra, Bp., 2007 (Démonvilág, 4.)